# Siêu cúp Anh 1998
Siêu cúp Anh 1998 (hay còn được biết đến với cái tên AXA FA Charity Shield vì lý do tài trợ) là một trong những trận siêu cúp Anh, trận bóng đá được tổ chức thường niên bởi Liên đoàn bóng đá Anh diễn ra giữa hai nhà vô địch của Giải bóng đá Ngoại hạng Anh và Cúp FA mùa giải trước đó. Trận siêu cúp Anh lần thứ 76 này khởi tranh vào ngày 9 tháng 8 năm 1998 giữa Arsenal – đội bóng đã giành cú đúp chức vô địch quốc gia và cúp FA mùa bóng trước, với Manchester United – đội bóng đã giành vị trí á quân tại giải vô địch quốc gia. Với 67.342 khán giả đến sân vận động Wembley, Arsenal đã giành thắng lợi 3-0 chung cuộc trong trận này.
Đây là lần hiện diện thứ 18 của Manchester United tại siêu cúp Anh, còn đối với Arsenal là lần thứ 14. Manchester United bắt đầu trận đấu mạnh mẽ hơn đối thủ, tuy nhiên Arsenal đã vượt lên dẫn trước khi Marc Overmars ghi bàn vào 11 phút trước khi kết thúc hiệp một. Họ đã nới rộng cách biệt trong hiệp hai, khi Overmars và Nicolas Anelka kiến tạo cho Christopher Wreh để anh này đệm bóng vào lưới trống ở cú đá tiếp theo. Đến phút thứ 72, Arsenal ấn định thắng lợi 3-0 khi Anelka lách qua Jaap Stam trong vòng cấm địa rồi sút tung lưới Peter Schmeichel.
Chiến thắng của Arsenal trong trận đấu là thất bại đầu tiên của Manchester United trong các trận siêu cúp sau 13 năm. Hai đội sau đó đã gặp lại nhau tại bán kết cúp FA, và Man United đã giành chiến thắng trong trận đấu lại. Quỷ đỏ thành Manchester kết thúc giải vô địch quốc gia với một điểm hơn Arsenal và sau đó giành thêm cúp FA và cúp C1 châu Âu, qua đó hoàn tất cú ăn ba trong mùa bóng 1998-99.

## Thông tin trước trận

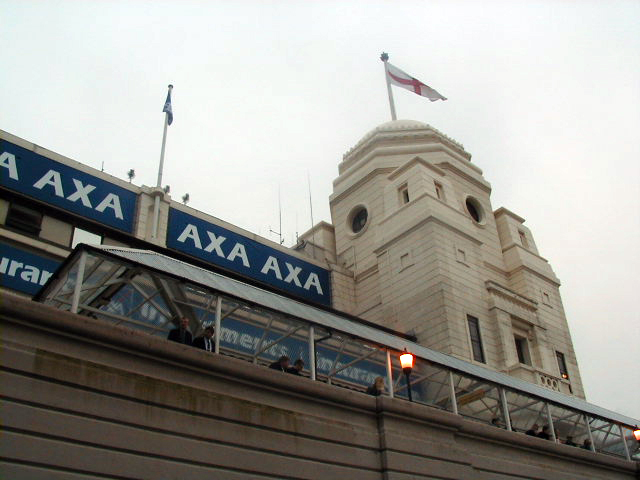
Sân vận động Wembley là nơi tổ chức trận siêu cúp lần thứ 25.

Được khởi đầu vào năm 1908 như là một phần của Cúp bóng đá Luân Đôn, Siêu cúp Anh là một cuộc đối đầu giữa hai nhà vô địch của Football League và Southern League, cho đến năm 1913 là cuộc đối đầu giữa Amateurs XI và Professionals XI. Năm 1921, giải đấu lần đầu tiên được quy định là một cuộc đối đầu giữa nhà vô địch giải đấu hạng cao nhất và đội vô địch FA Cup. Trận đấu bắt đầu được diễn ra ở sân Wembley từ năm 1974.
Arsenal dự trận siêu cúp với tư cách là nhà vô địch Ngoại hạng Anh 1997-98. Mặc dù vào cuối tháng 2 họ kém 12 điểm so với đội đầu bảng Manchester United nhưng với một chuỗi 9 trận thắng và đỉnh cao là trận thắng 4-0 trước Everton vào ngày 3 tháng 5 năm 1998 đã giúp Arsenal đoạt cúp vô địch quốc gia. Arsenal sau đó đã đánh bại Newcastle United 2-0 trong trận chung kết Cúp FA 1998 để hoàn tất cú đúp giải quốc nội. Do các Pháo thủ giành cú đúp danh hiệu nên đối thủ của họ trong trận siêu cúp là đội á quân giải vô địch quốc gia - Manchester United.
Cuộc chạm trán gần nhất giữa hai đội là tại Giải bóng đá Ngoại hạng Anh vào ngày 14 tháng 3 năm 1998, với bàn thắng trong hiệp hai của Marc Overmars đã giúp Arsenal giành chiến thắng 1-0 tại Old Trafford. Arsenal là đội bóng duy nhất trong mùa giải 1997-98 đánh bại Man United ở cả sân nhà và sân khách, trong đó chiến thắng trên sân nhà với tỷ số 3-2. Huấn luyện viên của Arsenal, Arsène Wenger đã nhận xét trận đấu "là cơ hội để chúng tôi thử nghiệm cho các cầu thủ đội một cùng nhau đối đầu với đối thủ hàng đầu" trước khi chiến dịch bảo vệ chức vô địch quốc gia của họ bắt đầu vào tuần sau. Còn huấn luyện viên của Manchester United, Alex Ferguson còn đang lo lắng về trận đối đầu với ŁKS Łódź ở vòng loại thứ hai UEFA Champions League vào ba ngày sau. Ông cảm thấy trận đấu với Arsenal sẽ tạo động lực cho các cầu thủ của ông và tích lũy nhiều kinh nghiệm cho trận đấu sắp tới.
Trận đấu còn được gọi với cái tên "The AXA FA Charity Shield" (Siêu cúp Anh tài trợ bởi AXA), như là một phần của thỏa thuận tài trợ giữa Liên đoàn bóng đá Anh và tập đoàn bảo hiểm AXA của Pháp, ký kết vào tháng 7 năm 1998. Thỏa thuận này cũng làm cho Cúp FA có tên là "Cúp FA tài trợ bởi AXA" trong thời gian bốn năm.

## Diễn biến

### Đội hình
Cầu thủ chạy cánh của Manchester United Jesper Blomqvist bị rút khỏi danh sách thi đấu do chấn thương mắt cá chân, còn Roy Keane đã đủ thể lực để ra sân trong trận đấu chính thức đầu tiên sau 11 tháng chữa trị chấn thương dây chằng. Hậu vệ Jaap Stam, cầu thủ ký hợp đồng cho Man United hồi tháng 5, có lần đầu ra mắt trong màu áo câu lạc bộ mới, đá cặp với hậu vệ Ronny Johnsen. Với Arsenal, bản hợp đồng mới Nelson Vivas ngồi trên băng ghế dự bị khi bắt đầu trận đấu, mặc dù dự kiến là sẽ có màn ra mắt trong đội hình xuất phát, còn Dennis Bergkamp đá cặp với Nicolas Anelka ở hàng công.
Arsenal sử dụng sơ đồ chiến thuật truyền thống 4-4-2: hàng hậu vệ bốn người (cánh trái và phải mỗi bên 2 hậu vệ), hàng tiền vệ cũng có 4 cầu thủ (2 ở trung tâm, mỗi cánh một tiền vệ) và 2 tiền đạo. Manchester United tổ chức đội hình có sự khác biệt: Paul Scholes thi đấu ở phía trên hàng tiền vệ với vai trò hỗ trợ từ phía sau cho tiền đạo cắm, Andy Cole. Đội bóng được sắp xếp theo sơ đồ 4-4-1-1.

### Tóm tắt trận đấu
Với nhiệt độ bề mặt sân là 30 °C (86 °F), Manchester United có được lợi thế tốt nhất của họ trong trận đấu từ rất sớm, trong khi bộ đôi Patrick Vieira và Emmanuel Petit của Arsenal đã được xếp cùng nhau. Manchester United đã tạo ra cơ hội đầu tiên của họ bắt đầu từ David Beckham, người bị các khán giả la ó suốt trận và nằm trong sự chú ý của các cổ động viên khi họ đổ lỗi cho anh là kẻ đã khiến đội tuyển Anh bị loại khỏi Giải bóng đá vô địch thế giới 1998. Đường chuyền của anh đến chân Scholes, và cơ hội của anh này đã bị thủ thành của Arsenal David Seaman cản phá. Mặc dù Man United là đội có khởi đầu tốt nhưng Arsenal lại là đội vươn lên dẫn trước. Vieira đã dẫn bóng xuống phía cánh phải của vòng cấm địa rồi chuyền bóng đến phía Bergkamp và Anelka. Bergkamp nhận bóng trước, sau đó giật gót cho Anelka. Mặc dù Anelka không thể điều khiển bóng một cách tốt nhất, nhưng anh đã tạo ra áp lực lên Johnsen trong hàng phòng ngự của Manchester United và cản trở sự nỗ lực lấp khoảng trống của cầu thủ người Na Uy này. Bóng lăn qua rìa vòng cấm và đến chân Overmars, anh này đã kết thúc bằng một cú đá chân phải vượt qua Peter Schmeichel bay vào lưới. Đến phút thứ 42, Keane có một cú sút xa với khoảng cách 25 thước Anh (23 m) buộc Seaman phải cứu nguy.
Arsenal đã làm chủ trận đấu trong hiệp hai, và họ đã nới rộng cách biệt ở phút thứ 57. Từ phía cánh trái, Overmars sử dụng tốc độ để vượt qua Gary Neville, chuyền bóng cho Anelka, anh đã di chuyển và chuyền bóng đến chân Christopher Wreh. Peter Schmeichel đã chặn được cú sút đầu tiên của cầu thủ người Liberia bằng chân, nhưng anh đã không thể chặn lại cú đá thứ hai, và sau đó là pha nhào lộn ăn mừng của Wreh. Dù phải nhận bàn thua nhưng Man United vẫn không chịu lép vế so với Arsenal; hậu vệ Martin Keown suýt đưa bóng về lưới nhà từ quả phạt góc của Ryan Giggs. Cả hai đội đã có những sự thay đổi trong ba quyền thay người cuối cùng của trận đấu, ví dụ như Man Utd có Teddy Sheringham vào và Andy Cole cầu thủ hiếm khi tấn công được cho ra nghỉ; Arsenal có Luís Boa Morte vào và Emmanuel Petit ra nghỉ. Arsenal đã có được bàn thắng thứ 3 ở phút thứ 72, khi đường chuyền của Parlour đến chân Anelka, anh này đã vượt qua Stam và sút bóng qua Schmeichel vào góc hẹp, góc bên trong gần nhất từ phía thủ môn. Gần cuối trận Sheringham bỏ lỡ một cơ hội ghi bàn, từ một cú sút xa.

### Kết quả chi tiết
| Arsenal                              | 3–0 | Manchester United |
| ------------------------------------ | --- | ----------------- |
| Overmars 34' · Wreh 57' · Anelka 72' |     |                   |

| Arsenal | Manchester United |

| TM               | 1  | David Seaman     |     |     |
| HV               | 2  | Lee Dixon        | 81' |     |
| HV               | 6  | Tony Adams (c)   |     | 80' |
| HV               | 14 | Martin Keown     | 22' |     |
| HV               | 3  | Nigel Winterburn |     |     |
| TV               | 15 | Ray Parlour      |     |     |
| TV               | 17 | Emmanuel Petit   |     | 73' |
| TV               | 4  | Patrick Vieira   |     | 84' |
| TV               | 11 | Marc Overmars    |     | 67' |
| TĐ               | 9  | Nicolas Anelka   |     |     |
| TĐ               | 10 | Dennis Bergkamp  |     | 46' |
| Dự bị:           |    |                  |     |     |
| TM               | 13 | Alex Manninger   |     |     |
| HV               | 5  | Steve Bould      |     | 80' |
| HV               | 7  | Nelson Vivas     |     |     |
| TV               | 16 | Stephen Hughes   |     | 67' |
| TV               | 18 | Gilles Grimandi  |     | 84' |
| TV               | 21 | Luís Boa Morte   |     | 73' |
| TĐ               | 12 | Christopher Wreh |     | 46' |
| Huấn luyện viên: |    |                  |     |     |
| Arsène Wenger    |    |                  |     |     |

| TM               | 1  | Peter Schmeichel    |     |     |
| HV               | 2  | Gary Neville        | 3'  |     |
| HV               | 5  | Ronny Johnsen       |     |     |
| HV               | 6  | Jaap Stam           |     |     |
| HV               | 3  | Denis Irwin         | 26' |     |
| TV               | 7  | David Beckham       |     |     |
| TV               | 8  | Nicky Butt          |     | 53' |
| TV               | 16 | Roy Keane (c)       |     | 76' |
| TV               | 11 | Ryan Giggs          |     | 70' |
| TĐ               | 18 | Paul Scholes        |     | 70' |
| TĐ               | 9  | Andy Cole           |     | 70' |
| Dự bị:           |    |                     |     |     |
| TM               | 31 | Nick Culkin         |     |     |
| HV               | 4  | David May           |     |     |
| HV               | 12 | Phil Neville        | 79' | 70' |
| HV               | 21 | Henning Berg        |     | 76' |
| TV               | 25 | Jordi Cruyff        |     | 70' |
| TĐ               | 10 | Teddy Sheringham    |     | 70' |
| TĐ               | 20 | Ole Gunnar Solskjær |     | 53' |
| Huấn luyện viên: |    |                     |     |     |
| Alex Ferguson    |    |                     |     |     |

| Cầu thủ xuất sắc nhất trận - Marc Overmars (Arsenal) Trọng tài - Trong tài biên: - Dave Morrall (South Yorkshire) - Peter Walton (Northamptonshire) - Trong tài thứ tư: Neale Barry (Lincolnshire) | Luật - 90 phút chính thức. - Penalty nếu tỷ số hòa. - 7 cầu thủ dự bị. - Nhiều nhất 6 quyền thay người. |

Nguồn:

### Thống kê
| Số liệu về                 | Arsenal | Manchester United |
| -------------------------- | ------- | ----------------- |
| Bàn thắng                  | 3       | 0                 |
| Kiểm soát bóng             | 55%     | 45%               |
| Số cú sút trúng đích       | 7       | 2                 |
| Số cú sút không trúng đích | 1       | 3                 |
| Phạt góc                   | 2       | 11                |
| Việt vị                    | 3       | 5                 |
| Thẻ vàng                   | 2       | 3                 |
| Thẻ đỏ                     | 0       | 0                 |

## Sau trận đấu

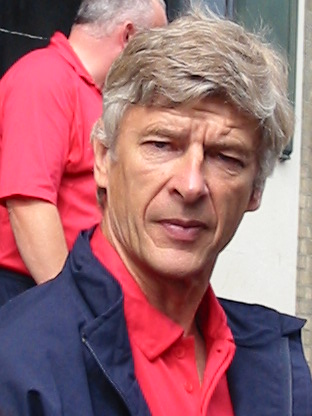
Arsène Wenger đã ngạc nhiên về chiến thắng của Arsenal

Kết quả đã đánh dấu thất bại đầu tiên trong các trận Siêu cúp của Man United sau 13 năm, và là lần thứ chín Arsenal giành danh hiệu siêu cúp. Arsenal cũng trở thành câu lạc bộ đầu tiên từ phía Nam sau Tottenham Hotspur vào năm 1962 giành siêu cúp Anh hoàn toàn. Wenger đã nhận xét về tỷ số là "không ngờ tới" và cho rằng bàn thắng đầu tiên là điểm mấu chốt của trận đấu, đồng thời nhắc đến các yếu tố tác động từ thời tiết. Ông đã hài lòng về các cầu thủ quốc tế của đội bóng, những người đã tham dự World Cup, đã chiến đấu với tính cạnh tranh của cuộc đối đầu. Wenger tin rằng kết quả đã tạo cho Arsenal một nền tảng tâm lý cho chiến dịch chinh phục UEFA Champions League, khi đội bóng lên kế hoạch lấy sân vận động Wembley làm sân nhà để thi đấu ở giải này. Bergkamp nhận thấy kết quả trận đấu đã chứng tỏ Arsenal đã chuẩn bị hành trang như thế nào cho việc bảo vệ chức vô địch giải Ngoại hạng: "Chúng tôi vẫn có được tinh thần như nhau và điều đó sẽ tạo nên nền tảng cho mùa giải năm nay. Đây là một khởi đầu tốt. Tuy nhiên việc bảo vệ chức vô địch lại là điều chông gai."
Ferguson đã thừa nhận đội bóng bị thất bại, với những khía cạnh tốt hơn và đồng ý với quan điểm của Wenger rằng bàn thắng đầu tiên chính là bước ngoặt của trận đấu. Ông đã nhận thấy Keane đã có tiến triển trong trận đấu sau 11 tháng dưỡng thương và tự tin đội bóng của ông sẽ có phong độ tốt hơn trong trận đấu với LKS Łódź vào thứ 4 tuần sau. Schmeichel nhận thấy trận đấu tại vòng loại Champions League sắp tới quan trọng hơn so với trận siêu cúp, trận đấu mà anh coi chỉ là một trận trước mùa giải. Ferguson đã dự đoán một thách thức khác đến từ Arsenal ở giải Ngoại hạng: "Tôi nghĩ rằng các bạn có thể là một đội mạnh trong bốn đội để cạnh tranh chức vô địch giải ngoại hạng, nhưng tôi nghĩ rằng Arsenal mới là thách thức lớn nhất.
Ba ngày sau trận siêu cúp, Man United đã đánh bại LKS Łódź 2-0 và được tham dự vòng bảng Champions League sau trận hòa không bàn thắng vào hai tuần sau đó. Arsenal đã có mặt trong hai cuộc đối đầu giữa các Pháo thủ với Quỷ đỏ thành Manchester, lượt đi là chiến thắng 3-0 tại Highbury vào tháng 9 năm 1998, và lượt về là trận hòa 1-1 tại Old Trafford vào tháng 2 năm 1999. Hai đội bám đuổi nhau đến ngày hạ màn để giành chức vô địch, nhưng chiến thắng 2-1 của Man United trước Tottenham giúp Quỷ đỏ kết thúc mùa giải với một điểm nhiều hơn Arsenal. Hai đội bóng đã gặp nhau thêm hai lần trong mùa giải đó tại bán kết cúp FA và trận đấu đã được định đoạt bởi trận đá lại sau 90 phút đầu tiên không có bàn thắng nào được ghi. Trong trận đấu lại, Manchester United giành chiến thắng trong hiệp phụ với bàn thắng được ghi bởi Giggs. Man United sau đó đã giành chiến thắng trong trận Chung kết Cúp FA 1999 khi đánh bại Newcastle 2-0. Tại Champions League, Arsenal không thể vượt qua vòng bảng còn Manchester United đã lọt tới trận chung kết, và họ đánh bại Bayern München để giành chức vô địch cúp C1 lần thứ hai. Do đó đoàn quân của Alex Ferguson đã hoàn tất cú ăn ba trong một mùa.